# James F. Hinkle

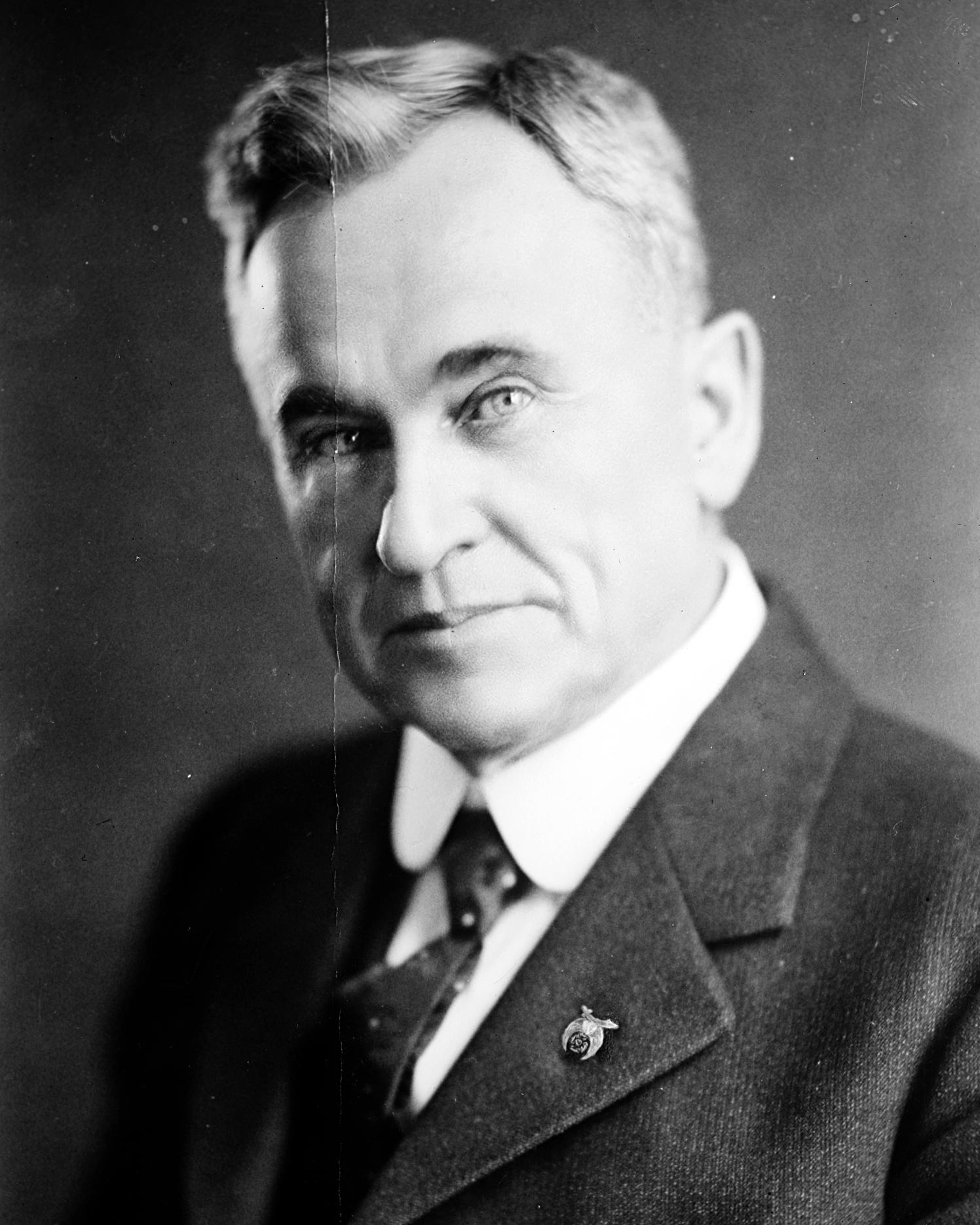
James F. Hinkle

James Fielding Hinkle (* 20. Oktober 1864 im Franklin County, Missouri; † 26. März 1951 in Roswell, New Mexico) war ein US-amerikanischer Politiker und von 1923 bis 1925 der sechste Gouverneur des Bundesstaates New Mexico.

## Frühe Jahre
James Hinkle besuchte die University of Missouri und zog dann im Jahr 1885 in das New-Mexico-Territorium. Dort begann er eine erfolgreiche Laufbahn als Geschäftsmann. Er war vor allem in der Viehzucht und dem Bankwesen tätig.

## Politische Laufbahn
Hinkle war Mitglied der Demokratischen Partei. Zwischen 1891 und 1893 war er im Kreisrat (County Board of Commissioners) des Lincoln County vertreten. Zwischen 1893 und 1896 war er Abgeordneter im territorialen Parlament von New Mexico. Im Jahr 1901 saß er im Senat dieses Territoriums. Anschließend war er zwischen 1901 und 1911 im Gleichberechtigungsausschuss (Equalization Board) im Lincoln County. Gleichzeitig amtierte er in den Jahren 1904 bis 1906 als Bürgermeister von Roswell. Im Jahr 1912 zog er in den Senat des neu entstandenen US-Bundesstaates New Mexico ein. Dieses Mandat behielt er bis 1917.
Am 7. November 1922 wurde Hinkle mit 55:45 Prozent der Stimmen gegen den Republikaner C. L. Hill zum neuen Gouverneur seines Staates gewählt. Er trat sein Amt am 1. Januar 1923 an. In seiner zweijährigen Amtszeit wurden die Veteranen des Ersten Weltkrieges von der Grundsteuer befreit. Ansonsten verlief die Amtsperiode relativ ruhig. Nach dem Ende seiner Amtszeit am 1. Januar 1925 zog sich Hinkle aus der Politik zurück. Bei den Wahlen im Jahr 1930 kandidierte er aber erfolgreich für das Amt des New Mexico Commissioners of Public Lands. Hinkle bekleidete den Posten von 1931 bis 1932. Danach widmete er sich wieder seinen verschiedenen geschäftlichen Interessen und lebte noch bis zum März 1951. James Hinkle war mit Lillie E. Roberts verheiratet, mit der er vier Kinder hatte.